# 奧澤爾齊 (戈羅霍夫區)
50°33′21″N 24°46′31″E / 50.55583°N 24.77528°E
奧澤爾齊（烏克蘭語：Озерці），是烏克蘭的村落，位於該國西部沃倫州，由盧茨克區負責管轄，面積16.13平方公里，海拔高度234米，2001年人口575，人口密度每平方公里35.65人。